# Susan Park
Susan Park (27 febbraio 1984) è un'attrice statunitense.

## Filmografia

### Cinema
- The Lifeboat, regia di Robert DiFalco - cortometraggio (2009)
- The Film You Did Not See, regia di Jordan Schachter e Tracy Utley (2009)
- Clubophobia, regia di Robert DiFalco - cortometraggio (2009)
- Cleaner, regia di Masami Kawai - cortometraggio (2013)
- Electric Slide, regia di Tristan Patterson (2014)
- Phantom Halo, regia di Antonia Bogdanovich (2014)
- Ghostbusters, regia di Paul Feig (2016)
- Unicorn Store, regia di Brie Larson (2017)
- William, regia di Tim Disney (2019)
- Finché forse non vi separi (Always Be My Maybe), regia di Nahnatchka Khan (2019)

### Televisione
- The Unusuals - I soliti sospetti (The Unusuals) – serie TV, 4 episodi (2009)
- Three Rivers – serie TV, episodio 1x12 (2010)
- CSI - Scena del crimine (CSI: Crime Scene Investigation) – serie TV, episodio 11x09 (2010)
- Beautiful (The Bold and the Beautiful) – soap opera TV, 2 episodi (2011)
- Law & Order: LA – serie TV, episodio 1x19 (2011)
- Reed Between the Lines – serie TV, episodio 1x06 (2011)
- C'è sempre il sole a Philadelphia (It's Always Sunny in Philadelphia) – serie TV, episodio 7x09 (2011)
- Bent – serie TV, episodio 1x01 (2012)
- 1600 Penn – serie TV, 5 episodi (2013)
- Revenge – serie TV, episodi 2x19-2x20 (2013)
- Fargo – serie TV, 5 episodi (2014)
- Red Band Society – serie TV, episodi 1x05-1x08 (2014)
- Castle – serie TV, episodio 7x17 (2015)
- Life in Pieces – serie TV, episodi 1x01-1x06-1x22 (2015-2016)
- The Mick – serie TV, episodi 1x01-1x05 (2017)
- Fresh Off the Boat – serie TV, 5 episodi (2015-2017)
- Speechless – serie TV, episodio 1x16 (2017)
- The Good Place – serie TV, episodi 1x02-1x11-2x01 (2016-2017)
- Vice Principals – serie TV, 11 episodi (2016-2017)
- Hawaii Five-0 – serie TV, episodio 8x19 (2018)
- Briarpatch – serie TV, 5 episodi (2019-2020)
- Snowpiercer – serie TV, 10 episodi (2020)
- Room 104 – serie TV, episodio 4x12 (2020)
- Blindspotting – serie TV, episodio 1x05 (2021)
- Shining Vale – serie TV, 5 episodi (2022)
- High Desert – serie TV, 5 episodi (2023)
- Lucy & Sara – miniserie TV, 6 puntate (2024)

## Doppiatrici italiane
Nelle versioni in italiano delle opere in cui ha recitato, Susan Park è stata doppiata da:
- Elena Morara in CSI - Scena del crimine
- Giulia Franceschetti in Fargo
- Claudia Scarpa in Castle
- Ilaria Latini in Snowpiercer